# DNAJB2
DNAJB2 (англ. DnaJ heat shock protein family (Hsp40) member B2) – білок, який кодується однойменним геном, розташованим у людей на короткому плечі 2-ї хромосоми.  Довжина поліпептидного ланцюга білка становить 324 амінокислот, а молекулярна маса — 35 580.
| 10         |  | 20         |  | 30         |  | 40         |  | 50         |
| ---------- |  | ---------- |  | ---------- |  | ---------- |  | ---------- |
| MASYYEILDV |  | PRSASADDIK |  | KAYRRKALQW |  | HPDKNPDNKE |  | FAEKKFKEVA |
| EAYEVLSDKH |  | KREIYDRYGR |  | EGLTGTGTGP |  | SRAEAGSGGP |  | GFTFTFRSPE |
| EVFREFFGSG |  | DPFAELFDDL |  | GPFSELQNRG |  | SRHSGPFFTF |  | SSSFPGHSDF |
| SSSSFSFSPG |  | AGAFRSVSTS |  | TTFVQGRRIT |  | TRRIMENGQE |  | RVEVEEDGQL |
| KSVTINGVPD |  | DLALGLELSR |  | REQQPSVTSR |  | SGGTQVQQTP |  | ASCPLDSDLS |
| EDEDLQLAMA |  | YSLSEMEAAG |  | KKPAGGREAQ |  | HRRQGRPKAQ |  | HQDPGLGGTQ |
| EGARGEATKR |  | SPSPEEKASR |  | CLIL       |  |            |  |            |

A: Аланін

C: Цистеїн

D: Аспарагінова кислота

E: Глутамінова кислота

F: Фенілаланін

G: Гліцин

H: Гістидин

I: Ізолейцин

K: Лізин

L: Лейцин

M: Метіонін

N: Аспарагін

P: Пролін

Q: Глутамін

R: Аргінін

S: Серин

T: Треонін

V: Валін

W: Триптофан

Кодований геном білок за функцією належить до шаперонів. 
Задіяний у таких біологічних процесах як поліморфізм, ацетиляція, альтернативний сплайсинг. 
Локалізований у цитоплазмі, ядрі, мембрані, ендоплазматичному ретикулумі.